# Jacob Frese
Jacob Frese (Vyborg, 1690 – Stoccolma, 31 agosto 1729) è stato un poeta finlandese, di lingua svedese.

## Biografia
I genitori di Frese erano il consigliere e commerciante Joakim Frese e Barbara Ruuth. Frese ha sofferto di una grave malattia per tutta la vita, che lo costrinse a stare a letto per lungo tempo.
Si iscrisse nel 1703 come studente alla Royal Academy di Turku, dove iniziò la sua carriera letteraria con poesie di occasione.
Dopo la conquista russa di Vyborg nella Carelia finlandese nel 1710, Frese fuggì a Stoccolma nel 1711, dove prestò servizio come cancelliere extra regolare presso la Cancelleria reale.
A Stoccolma ha frequentato poeti e scrittori. In particolare, trovò in Johan Runius un amico che ammirava. Come Runius, Frese fu presto spesso assunto come scrittore di poesie nuziali, funebri e di occasione.
Al raduno, che ebbe luogo il 28 gennaio 1715 al Palazzo dei Cavalieri per celebrare il ritorno di Carlo XII di Svezia, Frese fu poeta di festa e di occasione: il suo discorso si intitolò Echo å Sweriges allmänna frögde-qväden, e fu più caloroso, più semplice della solita retorica dell'epoca. Nello stesso anno, fu chiamato dal governatore della Scania, Jacob Burensköld, a diventare segretario, un ordine che scadde nel giugno 1716, quando il governatore fu licenziato. Frese rientrò in cancelleria e nel 1719 fu promosso cancelliere della spedizione civile appena costituita.
Oltre alle poesie di occasione, Frese fece stampare Andelige och werldslige dikter (1726), Korte sedelärer och sedetillämplningar (1726), brevi favole in prosa, Passionstankar (1728) e Nogre poetiske samblingar (1728). In queste poesie Frese appare come un paroliere di natura spiccatamente soggettiva. Si basava sui poeti che hanno dato il tono al suo debutto, in particolare Runius, che ha imitato in versi giocosi e giochi di parole di occasione. Alla fine, tuttavia, ha trovato il proprio stile espressivo rappresentando la propria interiorità, e una sottile introspezione psicologica. Da un lato, la sua stessa alba, e dall'altro, le preoccupazioni e i dolori della sua vita e di chi non può goderla appieno hanno dato alla sua poesia il tratto malinconico, gentile, rassegnato che caratterizza in particolare le sue Vårbetraktelser e che si ritiene lo unisca a Creutz, Franzén e altri poeti finlandesi. Gli argomenti principali delle sue liriche furono l'amore e la morte.
Influenzato dalla direzione pietistica contemporanea, Frese ha espresso nei suoi poemi spirituali una visione religiosa più sincera, una vita religiosa più personale di quanto avesse avuto la precedente poesia salmista svedese in generale. I suoi umori naturali sono deboli e piacevoli. Ammiratore di Carlo XII, elogiò il re guerriero nei suoi primi lavori per poi diventare un convinto predicatore della necessità e delle benedizioni della pace. In questo, oltre che nella sua soggettività e nella sua forma artisticamente elaborata, sonora ed espressiva, Frese emerse come scrittore di transizione, caratterizzato dalla serena purezza di tono.
Jacob Frese è sepolto nel cimitero di Maria a Stoccolma.

## Opere
- I Gudi börja på, i Gudi ock fortfahra, i Gudi ända nå, kan bästa giffte wara. Då högwällärde herren, herr mag. Johann Haartman, medh dygdedle jungfru, jungf. Maria Sundenia, fijrade sin heders-dag, i Stockholm, den 18. junii åhr 1711... (1711);
- Echo, å Sweriges allmänne frögde-qwäden uttryckt, på hans kongl. maj.ts wår allernådigste konungs konung Carl den XII:tes Sweriges, Giötes, och Wändes konungs, &c. högsthugnelige namns-dag... (1715);
- Öfwer hans högst-sal. kongl. maj:ts, den stormächtigste, alles wår i lifstiden allernådigste herres och konungs, konung Carl den XII:tes, ... högstbeklagelige : dödz-fall, skref til tårar och tröst, på desz dyra likfärds-dag den 18 februarii 1719... (1719);
- Christelige döds-tanckar wid framledne baronens, högwälborne herr Carl Adolph Wrangels efterlemnade enckie-frus, den fordom högwälborne, nu hos Gud salige friherrinnans, fru Ingeborg Flemings graf... (1720);
- Andelige och werldslige dikter, författade och i ordning sammanbragte A:o MDCCXXIV. 1-2 (1726);
- Betraktande af Guds allmakt och godhet, alle tings fåfäng- och förgängelighet, döden, och den tilkommande roligheten (1726);
- Kårta sede-läror och sede-tillämpningar (1726);
- Werldslige dickter ... samt brud- och grafskrifter ... (1726);
- Hieltars berömm och allmänna öde, wid fordom kongl. may:tts och Sweriges rikes högtbetrodde mans, fältmarskalks, samt öfwerstes af Wäszmanlands infanterie regimente ... herr Axel Sparres skilnad från werlden... (1728);
- Någre poëtiske samblingar, författade af Jacob Frese (1728);
- Passions-tankar, eller Betraktelser, öfwer wår wälsignade frälsares blodige pino och döds-kamp (1728);
- En rättskaffens broderlig kiärlek, wid handelsmannens här i kongl. residence-staden Stockholm, ehreborne och högwälachtad herr Hans Freses salige skilnad från werlden, som skiedde den 27. julii anno 1728. förestäld, til en tacksam och : ewärdelig åminnelse, i följande sorge-tahl, af desz icke mindre af sorg än siukdom swårligen bedröfwade broder Jacob Frese (1728).